# 沖縄新世代経営者塾
沖縄新世代経営者塾（おきなわしんせだいけいえいしゃじゅく）は、内閣府に設置されていた機関。設置根拠は、2007年8月10日の閣議決定。所管は内閣府特命担当大臣（沖縄及び北方対策担当）が所掌する内閣府沖縄担当部局。
塾長に江口克彦 PHP総合研究所代表取締役社長（当時）、顧問に牛尾治朗 ウシオ電機代表取締役会長や堺屋太一などが就任した内閣府主催の塾。沖縄振興の一環として、沖縄の将来を担う人材の育成を目的に若手経営者を対象とする交流塾として第1次安倍内閣のときに設置された。

## 概要
2010年7月18日までに10回開催された。ほとんどの回が沖縄で開催され、塾長の江口や顧問の牛尾などが、松下幸之助の経営理念や自らの知見を基調講演し、参加者（塾生）とディスカッションを行うという形式をとった。

### 設置の意義
異業種間の交流、沖縄・本土間の交流と相互理解を深め、沖縄の自立型経済が将来にわたり着実に発展するよう、将来の沖縄の経済・社会を担う人材を育成しようとするものであった。

### 事業の概要
- 研修会 : 様々な講師による基調講演を行い、塾生による意見交換及び発表、塾生の発表に対する講評を行うなど議論を深める[2]。
- 自主活動 : マーケティングや企画などの専門家の知見を活かしつつ、塾生による研究、ビジネスモデルづくりなど塾生にニーズに即した実践的な自主活動を支援する[2]。
- 事業化支援 : 活動成果の事業化を支援（コンサルティング、ベンチャー出資）する[2]。

### 運営
塾長
江口克彦 PHP総合研究所代表取締役社長（当時）
顧問
牛尾治朗（ウシオ電機代表取締役会長）、小禄邦男（琉球放送代表取締役会長）、堺屋太一（作家・エコノミスト）、椎名武雄（日本アイ・ビー・エム相談役）、知念榮治（沖縄セルラー電話代表取締役会長）、鳥羽博道（ドトールコーヒー名誉会長）、外間政憲（光文堂印刷代表取締役会長）
塾生
本土側から12名、沖縄側から21名が選任された。